# 34è Festival Internacional de Cinema de Canes
El 34è Festival Internacional de Cinema de Canes es va dur a terme del 13 al 27 de maig de 1981. La Palma d'Or fou atorgada a Człowiek z żelaza d'Andrzej Wajda. El festival va obrir amb Tre fratelli de Francesco Rosi i va tancar amb Honeysuckle Rose, de Jerry Schatzberg.

## Jurat
Les següents persones foren nomenades per formar part del jurat en l'edició de 1981:
Pel·lícules
- Jacques Deray (França) President
- Ellen Burstyn (USA)
- Jean-Claude Carrière (França)
- Robert Chazal (França)
- Attilio d'Onofrio (Itàlia)
- Christian Defaye (Suïssa) (periodista)
- Carlos Diegues (Brasil)
- Antonio Gala (Espanya)
- Andrei Petrov (URSS)
- Douglas Slocombe (GB)

## Selecció oficial

### En competició – pel·lícules
Les següents pel·lícules competiren per la Palma d'Or:
- Engel aus Eisen de Thomas Brasch
- Beau-père de Bertrand Blier
- Chariots of Fire de Hugh Hudson
- Cserepek d'István Gaál
- Excalibur de John Boorman
- Faktas de Almantas Grikevičius
- Tulipää de Pirjo Honkasalo i Pekka Lehto
- Heaven's Gate de Michael Cimino
- Les Années lumière d'Alain Tanner
- Looks and Smiles de Ken Loach
- Człowiek z żelaza de Andrzej Wajda
- Mephisto de István Szabó
- Montenegro de Dušan Makavejev
- Patrimonio nacional de Luis García Berlanga
- Neige de Juliet Berto
- Passione d'amore d'Ettore Scola
- La possessió d'Andrzej Żuławski
- Quartet de James Ivory
- La pelle de Liliana Cavani
- Thief de Michael Mann
- La tragedia di un uomo ridicolo de Bernardo Bertolucci
- Les uns et les autres de Claude Lelouch

### Un Certain Regard
Les següents pel·lícules foren seleccionades per competir a Un Certain Regard:
- Dios los cría... de Jacobo Morales
- Satah Se Uthata Aadmi de Mani Kaul
- Golyamoto noshtno kapane de Binka Zhelyazkova
- Cerromaior de Luís Filipe Rocha
- Eijanaika de Shohei Imamura
- Eu Te Amo d'Arnaldo Jabor
- Let There Be Light de John Huston
- Memoirs of a Survivor de David Gladwell
- Un moment de bonheur de Yves Laumet
- Mur Murs d'Agnès Varda
- Elef Nishikot K'tanot de Mira Recanati
- A tanú de Péter Bacsó
- Ko to tamo peva de Slobodan Šijan
- Samo jednom se ljubi de Rajko Grlić

### Pel·lícules fora de competició
Les següents pel·lícules foren seleccionades per ser projectades fora de competició:
- Anima – Symphonie phantastique de Titus Leber
- Bodas de sangre de Carlos Saura
- Da nao tian gong de Wan Laiming
- From Mao to Mozart: Isaac Stern in China de Murray Lerner
- Rece do góry de Jerzy Skolimowski
- Honeysuckle Rose de Jerry Schatzberg
- A Légy de Ferenc Rofusz
- The Postman Always Rings Twice de Bob Rafelson
- Malu tianshi de Mu-jih Yuan
- This Is Elvis de Malcolm Leo, Andrew Solt
- Tre fratelli de Francesco Rosi
- Ku nao ren de xiao de Yimin Deng, Yanjin Yang

### Curtmetratges en competició
Els següents curtmetratges competien per Palma d'Or al millor curtmetratge:
- Alephah de Gérald Frydman
- André Derain, thèmes et variations de François Porcile
- Dilemma de John Halas
- Diskzokej de Jiří Barta
- Král a skritek de Lubomír Beneš
- Manövergäste de G. Nicolas Hayek
- Maskirani razbojni de Petar Lalovic
- Moto Perpetuo de Béla Vajda
- Ne me parlez plus jamais d'amour de Sylvain Madigan
- Le Rat d'Elisabeth Huppert
- Ravnovesie de Boiko Kanev
- Trcanje de Dusko Sevo
- Zea d'André Leduc

## Seccions paral·leles

### Setmana Internacional dels Crítics
Els següents llargmetratges van ser seleccionats per ser projectats per a la vintena Setmana de la Crítica (20e Semaine de la Critique):
- She Dances Alone, de Robert Dornhelm (Austria/ EUA)
- Ćma de Tomasz Zygadlo (Polònia)
- Fil, fond, fosfor de Philippe Nahoun (França)
- Es ist kalt in Brandenburg de Villi Hermann, Niklaus Meienberg, Hans Stürm (Suïssa)
- Malou de Jeanine Meerapfel (RFA)
- Al Dhakira al Khasba de Michel Khleifi (Bèlgica/ Palestina)
- Le Chapeau malheureux de Maria Sos (Hongria)

### Quinzena dels directors
Les següents pel·lícules foren exhibides en la Quinzena dels directors de 1981 (Quinzaine des Réalizateurs):
- Albert Pinto Ko Gussa Kyon Ata Hai de Saeed Mirza
- Alligator Shoes de Clay Borris
- Americana de David Carradine
- Ato de Violência de Eduardo Escorel
- Baddegama de Lester James Peries
- Bolívar, Sinfonía Tropical de Diego Risquez (versió super 8)
- Bona de Lino Brocka
- Chakra, Vicious Circle de Rabindra Dharmaraj
- Conversa Acabada de João Botelho
- Desperado City de Vadim Glowna
- Die Beruehrte de Helma Sanders-Brahms
- Francisca de Manoel De Oliveira
- Ha-Ayit de Yaky Yosha
- Het teken van het beest de Pieter Verhoeff
- In Defense of People de Rafigh Pooya
- Les fruits de la passion de Shuji Terayama
- Les Plouffe de Gilles Carle
- Memorias Do Medo de Alberto Graça
- Nárcisz és Psyché de Gábor Bódy
- Seuls de Francis Reusser
- Tell Me A Riddle de Lee Grant
- Wizja lokalna 1901 de Filip Bajon

Curtmetratges
- Evolution de Sheila Graber
- Face To Face de Sheila Graber
- Le Miroir Vivant d'Eunice Hutchins, Norbert Barnich
- Michelangelo de Sheila Graber
- Music For Film de Jean-Claude Wouters
- Pour Trois Minutes De Gloire de Jean-Claude Bronckart
- T.V.O. de Carlos Castillo
- The Electric Disco Chicken de Bob Goodness
- Tous Les Garcons d'Yves Laberge
- Tre Per Eccesso de Giampierro Vinciguerra
- Uno Para Todos, Todos Para Todos de Carlos Castillo

## Premis

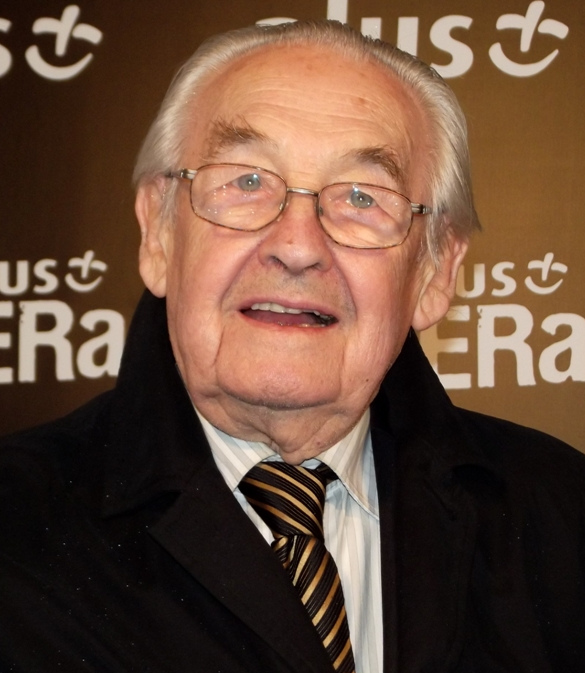
Andrzej Wajda, guanyador de la Palma d'Or

### Premis oficials
Els guardonats en les seccions oficials de 1981 foren:
- Palma d'Or: Człowiek z żelaza d'Andrzej Wajda
- Grand Prix: Les Années lumière d'Alain Tanner
- Millor guió: István Szabó per Mephisto
- Millor actriu: Isabelle Adjani per Quartet i La possessió
- Millor actor: Ugo Tognazzi per La tragedia di un uomo ridicolo
- Millor actriu secundària: Yelena Solovey per Faktas
- Millor actor secundari: Ian Holm per Chariots of Fire
- Millor contribució artística: Excalibur de John Boorman

Càmera d'Or
- Caméra d'Or: Desperado City de Vadim Glowna

Curtmetratges
- Palma d'Or al millor curtmetratge: Moto Perpetuo de Béla Vajda
- Premi del Jurat: Le Rat d'Elisabeth Huppert & Zea d'André Leduc

### Premis independents
Premis FIPRESCI
- Malou de Jeanine Meerapfel (Setmana Internacional de la Crítica)
- Mephisto de István Szabó (En competició)

Commission Supérieure Technique
- Gran Premi tècnic: Les uns et les autres per la qualitat del so

Jurat Ecumènic
- Premi del Jurat Ecumènic: Człowiek z żelaza d'Andrzej Wajda
- Jurat Ecumènic - Menció especial: Chariots of Fire de Hugh Hudson i Looks and Smiles de Ken Loach[14]

Premi Jove Cinema
- Looks and Smiles de Ken Loach
- Neige de Juliet Berto i Jean-Henri Roger